# ファイブ・ポインツ・ギャング
ファイブ・ポインツ・ギャングは1890年代から1900年代にかけてニューヨークのロウアー・イースト・サイド界隈にいたイタリア系のストリートギャング。賭博・売春・組織的なスリ・略奪、また政治組織タマニーホールの政治闘争の下請けを行っていた。1900年代初頭にはバワリーを拠点に最大勢力1,500人を誇り、ユダヤ系ギャングのイーストマンズと抗争した。

## ギャング団の結成
ジャック・シロッコやジオヴァンニ・"ジミー・ケリー"・ディサルヴィオらが1890年代ボクシングを通じて知り合い、ホワイト・ストリートにファイブ・ポインツ・ソーシャルクラブを立ち上げた。当時の多くの半合法的な社交クラブやスポーツクラブと同じくギャングの巣窟になった。ボクシング興行やイベントを開き、民主党系の政治団体タマニー・ホールのバックアップの元、暴力で組織票を集めた。ストリートギャングの有望株を雇い入れ、ユダヤ系アイルランド系黒人の15歳の若い女子のクラブもあった。1902年夏までに新聞の見出しを飾るようになった。ギャングリーダーや政治家がトレーニングを積ませ養成する場として、ある雑誌はファイブ・ポインツをタマニー・ホールのための学校と呼んだ。

## ライバル抗争
バワリーの東部を支配したイーストマンズと縄張りが近接し、境界が決まっていなかったため争いが頻繁に起きた。1902年9月29日、イーストマンズの総勢60人がファイブ・ポインツの縄張りに侵入し、ガンファイトになった。17人が逮捕され、リボルバー15個、ナイフ8個、ブラックジャック3つが押収された。1902年10月4日、ファイブ・ポインツのガンマン35人が9月29日の仕返しでイーストマンズのサフォーク通りのアジトを急襲し、2階のビリヤード場に駆け上がった。流血のガンファイトの結果、数人が怪我をした。29人が逮捕された。同年10月、タマニー・ホールのトム・フォーリーの仲介でイーストマンズと平和協定を結んだ。
1905年、ポール・ケリーと抗争した。ケリーの用心棒ジャック・マクマナスを殺すなどして、ケリーをバワリーから追い出し、その縄張りを奪った。ケリーとはボクシング興行で知り合い、提携していたが仲違いした。

## 分裂と消滅
ケリーを追いだした後、シロッコやディサルヴィオが独自のギャングを率いて対立するようになり、組織の連帯力を失った。1900年代半ばタマニーホールが政策変更して選挙戦での武力行使を控え、後ろ盾を失った。シロッコはチック・トリッカーと組んでイーストマンズの乗っ取りを画策したが、労働組合の強請でベンジャミン・ファインと争う中、ニューヨークの裏社会から忽然と姿を消した。ディサルヴィオは、ジミー・ケリー・ギャングを率いてシロッコらと争った後、タマニー・ホールの政治ゴロになった。
1914年頃から、ファイブ・ポインツ・ギャングは懐古的にしか語られなくなり、1923年に新聞がジョニー・トーリオがいかにライバルと戦うためにコロシモに雇われたかの特集を組んだ時に、トーリオのニューヨーク在住時のギャング団として言及された。
ファイブポインツ残党分子は、1910年代後半、ベンジャミン・ファインの凋落と軌を一にして勢力を拡大したネイサン・カプランやジョニー・スパニッシュの組合ゴロ団に流入し、レイバー・スラッギング（オーナー側と組合側の両方へ、相手を封じ込める武力を提供し、その見返りに金銭報酬を得る）を行っていた。最終的に、禁酒法時代の幕開けとなる1920年頃までに自然消滅した。

## ギャング神話
長年、ポール・ケリーがファイブ・ポインツ・ギャングのボスと信じられてきたが、近年の調査でケリーは自前のギャングのボスであり、ファイブ・ポインツとむしろ争っていたことが判明した。その調査によれば、当時の新聞も、ケリーのギャングとファイブポインツを明確に別のギャングとして報じている上、ケリーの活動の場はファイブポインツのセクションとは異なる場所だった。イーストマンズとの抗争は小競り合い程度で、伝説と化した1902年の有名なイーストマンズとファイブポインツの抗争はケリーのギャングとは無関係だったが、月日を経てミックスされて神話が形成されたという。